# 泛太平洋锦标赛
泛太平洋锦标赛（Pan-Pacific Championship，縮寫簡稱PPC）是一個國際性的足球賽事，由日本的日本職業足球聯賽、美國及加拿大的美國職業足球大聯盟和澳洲及紐西蘭的澳洲甲組足球聯賽各派隊伍角逐。

## 歷屆冠軍
| 年份   | 地點   |          | 決賽         | 決賽             | 決賽       |      | 季軍戰   | 季軍戰 | 季軍戰       |
| 年份   | 地點   | 冠軍     | 比分         | 亞軍             | 季軍       | 比分 | 殿軍     |        |              |
| 2008年 | 夏威夷 | 大阪飛腳 | 6–1          | 侯斯頓戴拿模     | 洛杉磯銀河 | 2–1  | FC悉尼   |        |              |
| 2009年 | 洛杉矶 |          | 水原三星藍翼 | 1–1 (4–2) 十二碼 | 洛杉磯銀河 |      | 大分三神 | 2–1    | 山東魯能泰山 |